# 탄화 규소

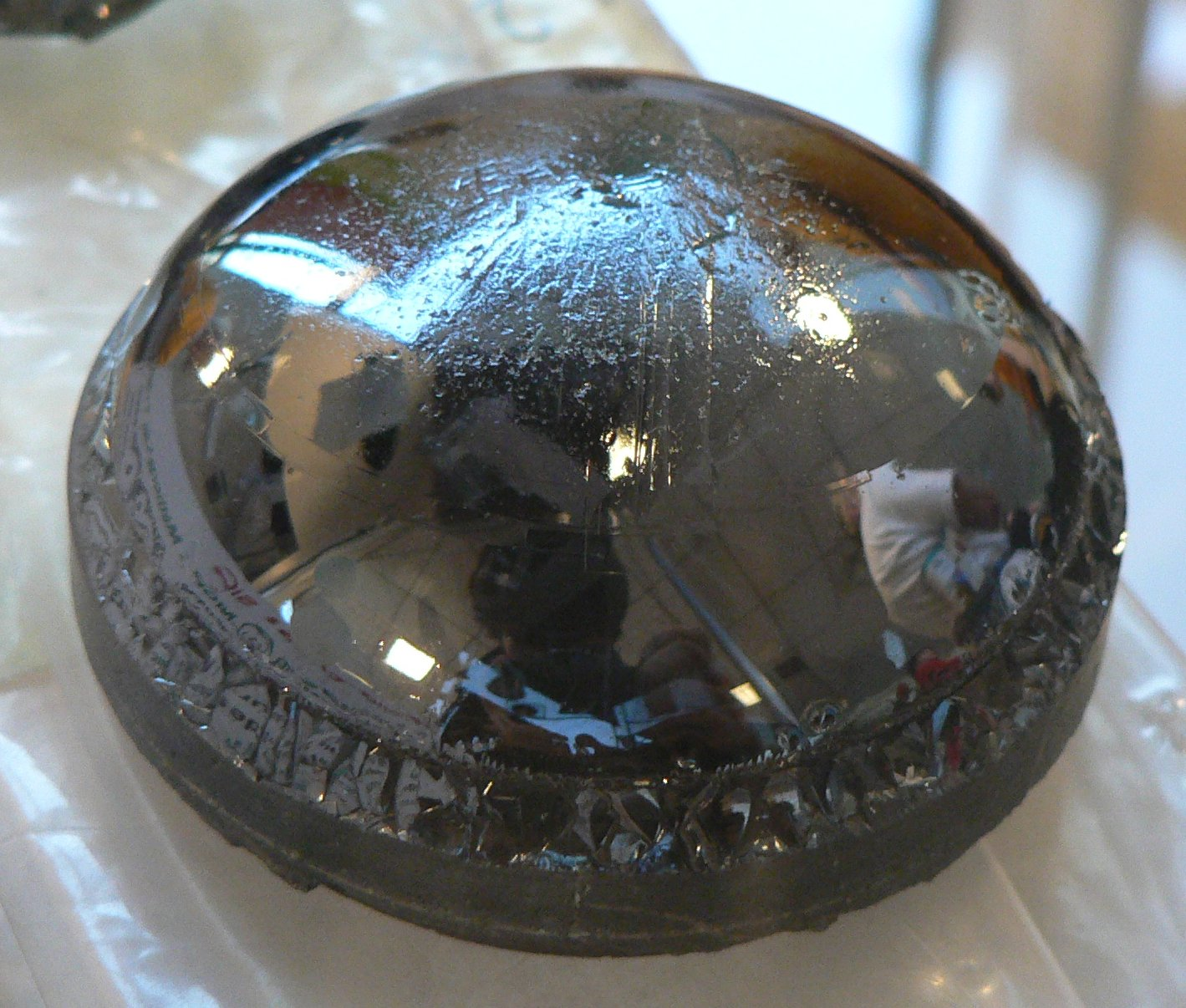
실리콘 카바이드

탄화 규소 (SiC)는 카보런덤(/ˌkɑːrbəˈrʌndəm/)이라고도 하며, 규소와 탄소를 함유하고 있는 반도체이다. 탄화규소는 자연에서 극히 희귀한 광물 모이사나이트로 생성된다. 합성 SiC 분말은 연마재로 사용할 목적으로 1893년부터 대량 생산되었다. 탄화규소 입자는 소결을 거쳐 함께 결합되어 매우 단단한 세라믹을 형성하며, 자동차 브레이크, 자동차 클러치, 방탄복, 세라믹플레이트와 같은 높은 내구성을 요구하는 응용 분야에 널리 사용되고 있다. 실리콘 카바이드의 큰 단결정은 렐리 기법으로 팽창할 수 있으며, 합성 모이사나이트로 알려진 보석으로 절단될 수 있다.
발광 다이오드 (LED) 및 초기 라디오의 광석 감파기와 같은 탄화규소의 전자 응용은 1907년경에 처음으로 시연되었다. 실리콘 카바이드는 고온이나 고전압 또는 둘 다에서 작동하는 반도체 전자 장치에 사용된다.